# Santuario della Madonna delle Grazie (Roccavivi)
Il santuario della Madonna delle Grazie è un edificio religioso situato a Roccavivi, frazione di San Vincenzo Valle Roveto, in provincia dell'Aquila e diocesi di Sora-Cassino-Aquino-Pontecorvo; fa parte della zona pastorale di Balsorano.

## Storia

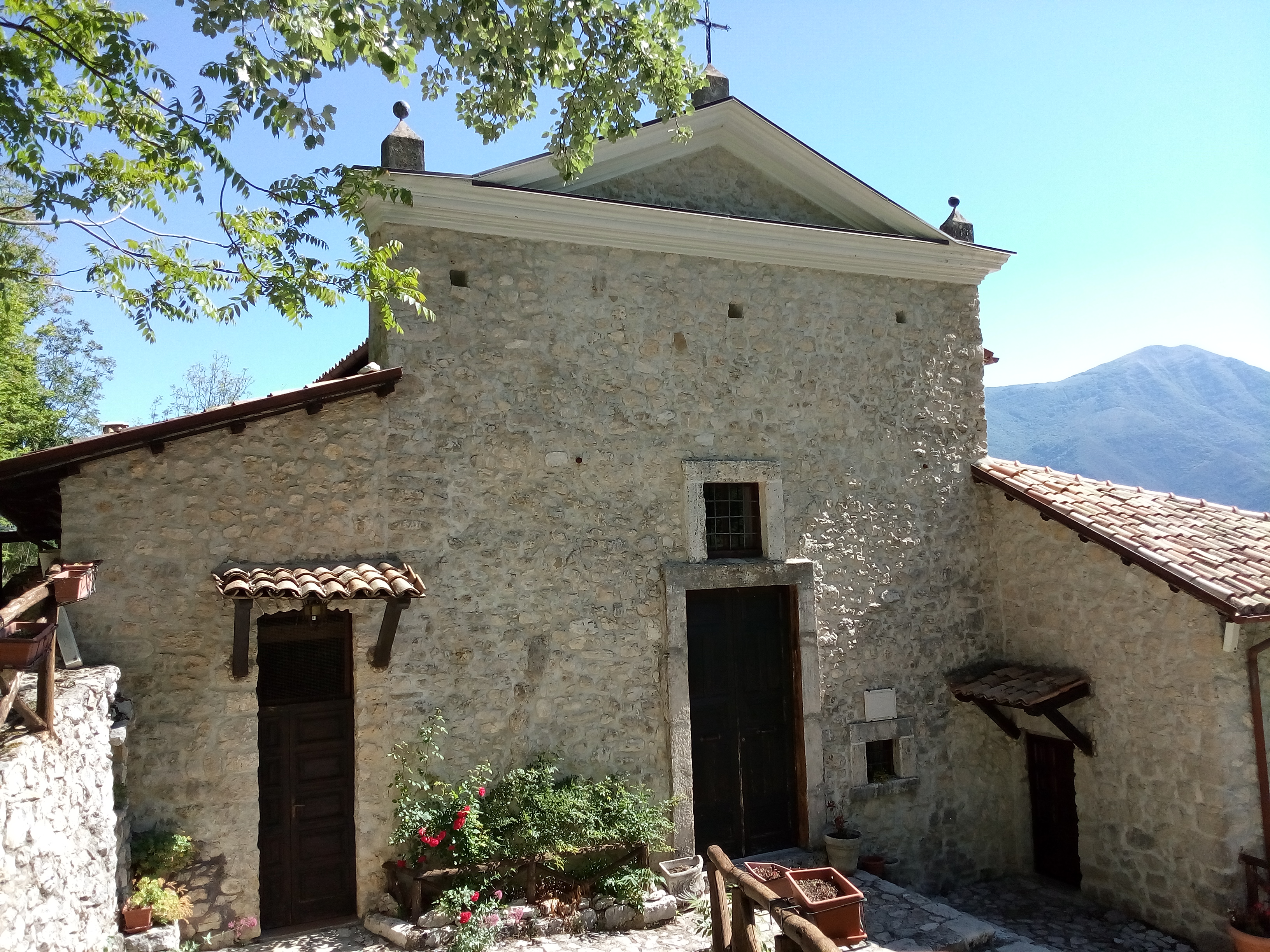
La facciata del santuario

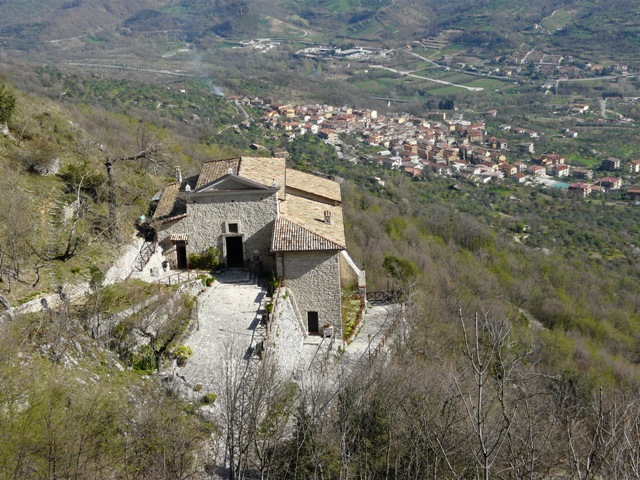
Veduta del santuario di Roccavecchia

L'edificio religioso, risalente con ogni probabilità al XII secolo, sorge dove, prima della disastrosa frana del 1616, era situato l'antico paese di Roccavivi (detto Roccavecchia), lungo il sentiero che conduce alla certosa di Trisulti, attraverso il "Vado di Rocca". Lo stile architettonico è tipico dell'arte romanica di quell'epoca.
La chiesa in origine aveva il titolo di San Silvestro e di Santa Maria, mentre stando ad un documento ecclesiastico del 1703 era dedicata anche alla Madonna delle Grazie. Presumibilmente questo culto ebbe origine dal 1616, anno della frana che provocò la distruzione del borgo vecchio. Nel corso del XVIII secolo il santuario fu riservato all'esclusivo culto della Madonna, mentre San Silvestro restò il patrono di Roccavivi. 
Nel 1857 il vescovo di Aquino, Sora e Pontecorvo Mons. Giuseppe Montieri avviò i lavori di restauro che furono completati nell'arco di un ventennio. In questo periodo venne istituita la Congregazione della Madonna delle Grazie che si unì spiritualmente alla Congregazione di Gesù di Roma.
Il santuario non subì danni irreparabili dal terremoto della Marsica del 1915 ma fu gravemente danneggiato dai bombardamenti aerei alleati della seconda guerra mondiale che colpirono il territorio il 24 marzo 1944. Le bombe causarono lesioni alla volta e danni al tetto e alle vetrate. Tuttavia le condizioni statiche dell'edificio sacro erano state sempre poco buone. All'interno c'era un solo altare in calcestruzzo sul quale era posta, in una nicchia, l'immagine della Madonna. La chiesa mancava di campanile, campane, confessionale, organo e presentava solo un pulpito mobile. Luoghi attigui erano la sagrestia e alcuni locali adibiti a cucina. Tra il 1953 e il 1959 furono eseguiti i lavori di restauro per l'importo di 1.800.000 lire ottenuti per i danni causati dalla guerra. Una relazione del 1987 affermava che nella chiesa si trovavano la statua della Madonna delle Grazie, un vecchio altare a muro, un tabernacolo in legno, 2 campane piccole, la via Crucis in stampe incorniciate, bisognose di restauro. Tra gli altri beni della chiesa figuravano: alcuni manti e vestiti della Madonna e l'antica statua di San Silvestro (detta "statua di San Carluccio"), quest'ultima depositata durante il periodo dei lavori di consolidamento statico della struttura presso la famiglia del venerabile Paolo Fortunato Maria De Gruttis. 
Nel 1980 il vescovo sorano, Mons. Carlo Minchiatti sollecitò nuovi lavori di restauro conservativo e consolidamento architettonico che ebbero inizio nel 1990 grazie ad un finanziamento ottenuto dalla Comunità montana Valle Roveto. La chiesa fu consolidata e venne effettuato il rifacimento del tetto. Durante questi lavori vennero riportati alla luce la vecchia facciata in pietra ed un arco posto all'interno. Nel giugno 1991 sono stati effettuati ulteriori lavori di restauro e poste 14 stazioni della via Crucis in bronzo ed una statua in polvere di marmo del Cristo risorto. Il mese successivo è stato realizzato il refettorio, pavimentata la sagrestia e portata a termine l'opera manutentiva. Durante i lavori di restauro del santuario di Roccavecchia, nel 1990, sono tornati alla luce alcuni particolari ed elementi della chiesa per molto tempo nascosti. Tra questi l'affresco dei Santi Pietro e Paolo, posti rispettivamente a destra e a sinistra della nicchia in cui è contenuta la statua della Madonna delle Grazie. Questi sono inseriti ai piedi di un vero e proprio altare dipinto, sorretto da due colonne e sormontato da due angeli oranti. San Pietro ha lo sguardo rivolto verso i fedeli, nella mano sinistra tiene un grande libro chiuso, mentre nella destra ha le chiavi del paradiso; San Paolo, invece, tiene nella mano sinistra un grande libro aperto e nell'altra una spada. Il suo sguardo è rivolto verso la Madonna. L'affresco potrebbe essere collocato tra il 1650 ed il 1700.
L'8 febbraio 2015 con una solenne cerimonia presieduta dal vescovo della diocesi di Sora-Cassino-Aquino-Pontecorvo, Mons. Gerardo Antonazzo, hanno avuto inizio le celebrazioni annuali per il quarto centenario della slavina di Roccavecchia dell'8 febbraio 1616.

## Descrizione
Lo stile architettonico che contraddistingue il santuario è quello romanico. La facciata è realizzata in pietra; la chiesa internamente si compone di due navate, una con copertura a volta, l'altra con il tetto. L'altare a muro ospita la statua della Madonna delle Grazie.